# Михаил Преображенски
Михаил Тимофеевич Преображенски (на руски: Михаил Тимофеевич Преображенский) е руски архитект.

## Биография
Михаил Преображенски е роден на 16 октомври 1854 година във Вабалнинкас, Руска империя (днес Литва). През 1875 година завършва Московското училище за живопис, скулптура и архитектура, а през 1879 – Санктпетербургската художествена академия, където преподава от 1888, а от 1894 е професор. От 1893 година е и действителен член на академията. Работи главно в областта на църковната архитектура, като много от работите му в Русия са разрушени от комунистите.
Умира на 25 септември 1930 година в Ленинград на 75-годишна възраст.

## Проекти
- Катедрала „Свети Александър Невски“, Талин (1900)
- „Преображение Господне“, Санкт Петербург, „Московски проспект“ №123 (1902; разрушена)
- Реконструкция на Световладимирското женско педагогическо училище, Санкт Петербург, „Московски проспект“ №104 (1902)
- „Рождество Христово и Свети Николай Чудотворец“, Флоренция (1904)
- „Света Троица“, Санкт Петербург, „Камска улица“ №24 (1905; съвместно с И. Яковлев; разрушена)
- „Свети Николай Чудотворец“, София, булевард „Цар Освободител“ №3 (1914)